# Chlum (Pavlíkov)

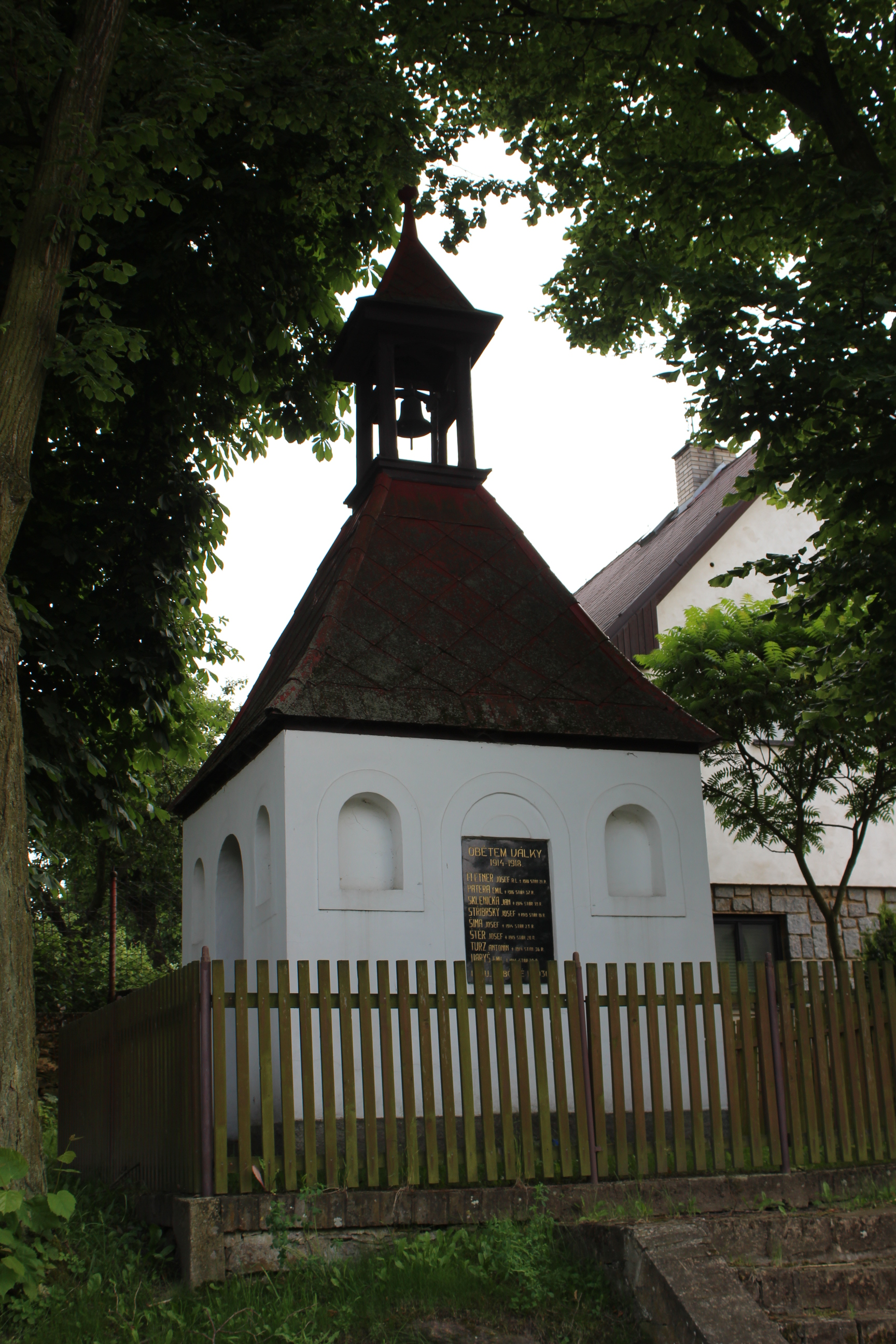
Glockenturm in Horní Chlum

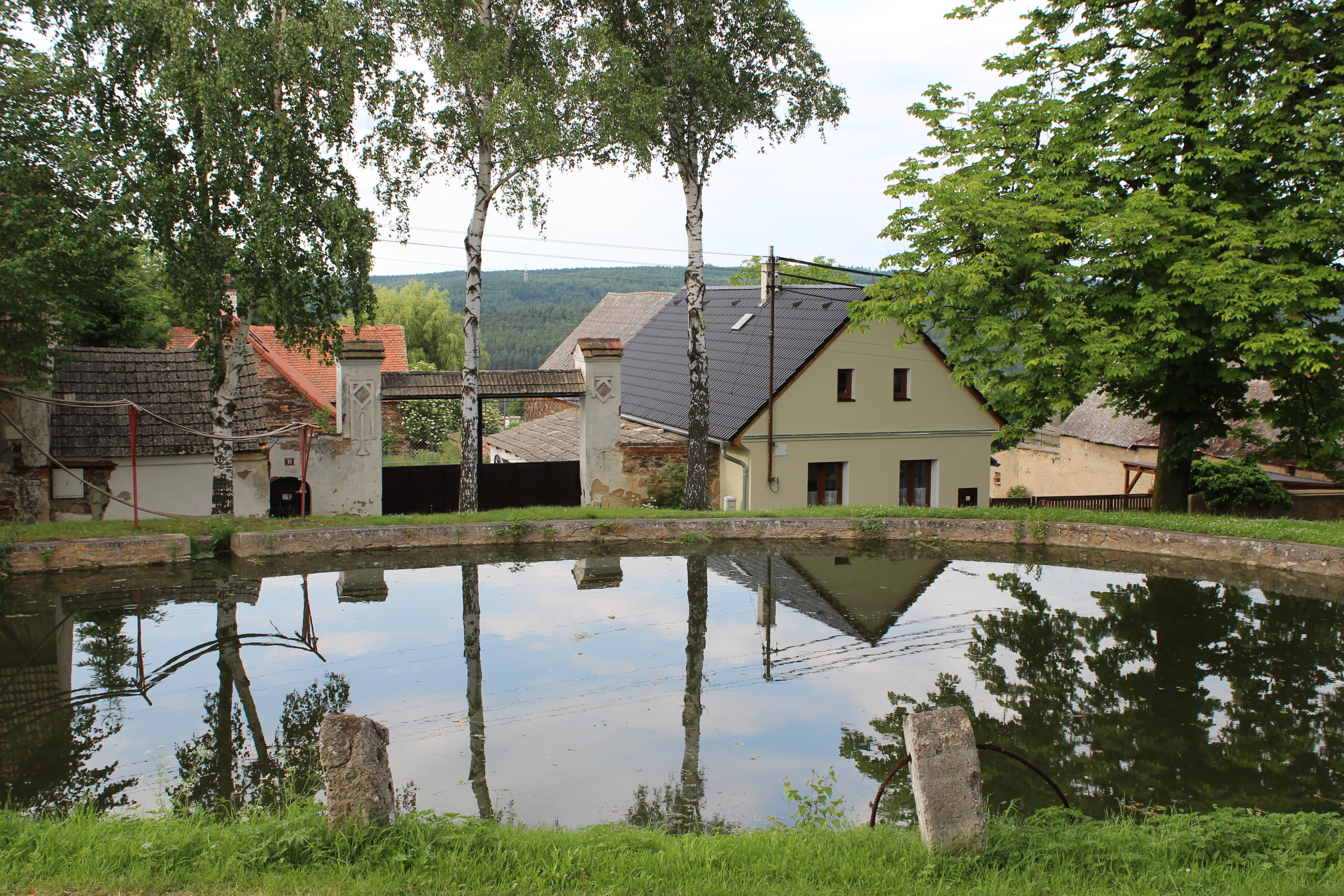
Dorfteich in Horní Chlum

Chlum (deutsch 1939–45 Klum) ist ein Ortsteil von Pavlíkov in Tschechien. Er liegt fünf Kilometer südöstlich von Rakovník und gehört zum Okres Rakovník.

## Geographie
Chlum befindet sich in der Křivoklátská vrchovina am Rande des Landschaftsschutzgebietes Křivoklátsko. Horní Chlum liegt auf einer Anhöhe rechtsseitig über dem Tal des Baches Rakovnický potok, Dolní Chlum einen Kilometer nördlich davon im Tal gegenüber der Einmündung der Haná in den Rakovnický potok. Nördlich erheben sich die Teplá stráň (472 m) und der Špičák (470 m), im Nordosten die Kopečka (428 m), östlich die Vrchová (409 m), im Südosten der Klůček (433 m), südwestlich der Vítkův vrch (Veitberg, 452 m) sowie im Nordwesten die Pavlíkovské vršky (437 m). Durch das Tal des Rakovnický potok verläuft die Bahnstrecke Beroun–Rakovník, die Bahnstation Chlum u Rakovníka liegt in Dolní Chlum.
Nachbarorte sind Kohoutův Mlýn, Papírna, Na Hané, Lužná, Skelná Huť und Belšanka im Norden, Štýlovna, Amálie, Děvín, Doupno und Nový Dům im Nordosten, Marvany, Ryšín und Loučný Mlýn im Osten, V Lybii im Südosten, Lašovice und Všetaty im Süden, Křižovatka, Panoší Újezd und Pavlíkov im Südwesten, Senec und Lubná im Westen sowie Krčelák, Huřviny, Bělidlo, Hradcův Mlýn und U Skoupích im Nordwesten.

## Geschichte
Die erste schriftliche Erwähnung des zur königlichen Burg Pürglitz gehörigen Dorfes Chlum erfolgte im Jahre 1334. Später wurde das Dorf an das Lehngut Pavlíkov angeschlossen. Im Jahre 1585 wurde Pavlíkov aus dem Lehnverhältnis herausgelöst und zum Allodialgut. Im Jahre 1660 erbten die Ritter von Renschberg (Renšpergár z Renšperku) auf Skřivaň das Gut. Später wurde es an die Herrschaft Kruschowitz angeschlossen. Im Jahre 1685 verkaufte Leopold I. die Kronherrschaften Kruschowitz und Pürglitz an Ernst Joseph Graf von Waldstein. 1731 vererbte Johann Joseph Graf von Waldstein beide Herrschaften an seine Tochter und Universalerbin Maria Anna Fürstin zu Fürstenberg, die sie 1756 testamentarisch mit dem Gut Nischburg zu einem Familienfideikommiss von 400.000 Gulden vereinigte. Die eine Hälfte des Erbes fiel ihren Söhnen Joseph Wenzel zu Fürstenberg-Stühlingen und Karl Egon I. zu Fürstenberg zu, die andere ihren Töchtern Henriette Fürstin von Thurn und Taxis und Maria Theresia zu Fürstenberg. Als Fideikommisserben setzte sie ihren zweitgeborenen Sohn Karl Egon I. ein, der durch Ausgleich auch die Anteile seiner Geschwister erwarb. Nach dem Tode von Karl Egon I. erbte 1787 dessen ältester Sohn Philipp Fürst zu Fürstenberg († 1790) den Besitz, ihm folgten seine Kinder Karl Gabriel zu Fürstenberg († 1799) und Leopoldine Prinzessin von Hessen-Rothenburg-Rheinfels. 1803 verzichteten die weiblichen Erben in einem Familienvergleich zugunsten des minderjährigen Karl Egon II. zu Fürstenberg und der fürstlichen und landgräflichen Häuser Fürstenberg; als Verwalter wurde bis zu dessen Volljährigkeit im Jahre 1817 Joachim Egon Landgraf von Fürstenberg eingesetzt.
Im Jahre 1843 bestand Chlum aus 30 Häusern mit 235 Einwohnern. Abseits lag das im Pürglitzer Wald an der Rakonitz-Pürglitzer Straße gelegene Forsthaus Hanna (Na Hané) mit einem Hegerhaus und einem Teerofen. Nordwestlich des Dorfes wurden Steinkohlengruben betrieben. Pfarrort war Groß-Augezd. Bis zur Mitte des 19. Jahrhunderts blieb Chlum der Herrschaft Kruschowitz samt den Lehngütern Wschetat und Panaschow-Augezd untertänig.
Nach der Aufhebung der Patrimonialherrschaften bildete Chlum ab 1850 einen Ortsteil der Gemeinde Pavlíkov im Bezirk Rakonitz und Gerichtsbezirk Rakonitz. Nach dem Tode des Karl Egon II. zu Fürstenberg erbte 1854 dessen zweitgeborener Sohn Max Egon I. den Fideikommiss Pürglitz. Die Rakonitz–Protivíner Bahn nahm 1876 im Tal des Rakonitzer Baches den Betrieb der Bahnstrecke Beroun–Rakovník auf. 1880 löste sich Chlum von Pavlíkov los und bildete eine eigene Gemeinde. 1929 verkaufte die Familie Fürstenberg die Immobilien an den tschechoslowakischen Staat.
Im Jahre 1959 entstand die Straße von Horní Chlum nach Ryšín. 1960 wurde Ryšín eingemeindet. Seit dem 1. Jänner 1980 ist Chlum ein Ortsteil von Pavlíkov. Im Jahre 1991 hatte das Dorf 114 Einwohner, beim Zensus von 2001 lebten in den 57 Wohnhäusern von Chlum 134 Personen.
Heute ist Chlum ein Erholungsort. Im Dorf besteht ein Kulturhaus.

## Ortsgliederung
Der Ortsteil Chlum gliedert sich in die Ansiedlungen Horní Chlum (Chlum, 1939–45 Klum) und Dolní Chlum (Unter Chlum, 1939–45 Unterklum). Letztere wird volkstümlich Poschlým genannt. Der Ortsteil bildet den Katastralbezirk Chlum u Rakovníka.

## Sehenswürdigkeiten
- Glockenturm in Horní Chlum
- Tal des Rakovnický potok